# 4179 Тутатис
4179 Тутатис (енгл. 4179 Toutatis) је Аполо астероид са средњом удаљеношћу од Сунца која износи 2,530 астрономских јединица (АЈ).
Апсолутна магнитуда астероида је 15,30.